# 둥근주머니
둥근주머니 (saccule, 라틴어: sacculus) 또는 구형낭(球形囊)은 전정기관에 속해 있는 평형기관으로, 타원주머니(utricle)와 함께 반고리관과 붙어 있으며 무척추동물의 평형포와 같은 역할을 한다. Saccule은 라틴어 saccus에서 온 말로 자루(sack)라는 뜻이다.
구형낭은 내이에 있는 감각 세포의 층이다. 구형낭은 머리 움직임을 뇌가 해석할 신경 자극으로 변환한다. 구형낭은 수직면에서 선형 가속도와 머리 기울기를 감지한다. 머리가 수직으로 움직이면 주머니의 감각 세포가 교란되고 여기에 연결된 뉴런이 뇌에 자극을 전달하기 시작한다. 이러한 자극은 제8 뇌신경의 전정 부분을 따라 뇌간의 전정 핵으로 이동한다.
전정 시스템은 균형 또는 평형을 유지하는 데 중요하다. 전정 시스템에는 구형낭, 난형낭 및 세 개의 반고리관이 포함된다. 안뜰(vestibule, 전정)은 이러한 균형 기관을 포함하는 체액으로 채워진 막성 관의 이름이다. 안뜰은 두개골의 측두골에 싸여 있다.

## 같이 보기
- 안뜰신경
- 타원주머니 (utricle, 난형낭)
- 안뜰 (해부학)
- 이석 (생물학)